# Park Sung Hyun
Park Sung Hyun, južnokorejska lokostrelka, * 1. januar 1983. 
Sodelovala je na lokostrelskem delu poletnih olimpijskih igrah leta 2004, kjer je osvojil prvo mesto v individualni in prvo mesto v ekipni konkurenci.